# Aeropuerto Internacional Capitán Aníbal Arab
El Aeropuerto Internacional Capitán Aníbal Arab (IATA: CIJ, OACI: SLCO) es un aeropuerto público ubicado en la ciudad de Cobija, Pando, Bolivia. Es el cuarto aeropuerto más importante de Bolivia después del Aeropuerto Internacional El Alto, el Aeropuerto Internacional Viru Viru y el Aeropuerto Internacional Jorge Wilstermann Camacho.
Desde 1988, el aeropuerto de Cobija lleva el nombre de Aníbal Arab Fadul, quien fue el primer piloto y pionero de la aviación civil y comercial en la Amazonía boliviana.

## Historia
En 2021 fue entregada la ampliación del aeropuerto de Cobija, con una inversión de Bs. 196 millones, incluyendo la construcción de una torre de control nueva y la ampliación de la pista de aterrizaje a 2600 metros.

## Destinos
| Aerolíneas            | Destinos                                    |
| --------------------- | ------------------------------------------- |
| Boliviana de Aviación | Cochabamba, La Paz                          |
| TAMep                 | Cochabamba, La Paz, Santa Cruz de la Sierra |

### Aerolíneas que cesaron operación
- Aerosur
  - Cochabamba: Aeropuerto Internacional Jorge Wilstermann
  - La Paz: Aeropuerto Internacional El Alto
  - Santa Cruz de la Sierra: Aeropuerto Internacional Viru Viru

- Aerocon
  - La Paz: Aeropuerto Internacional El Alto
  - Trinidad: Aeropuerto Teniente Jorge Henrich Arauz
- Ecojet
  - La Paz: Aeropuerto Internacional El Alto
  - Santa Cruz de la Sierra: Aeropuerto Internacional Viru Viru
  - Trinidad: Aeropuerto Teniente Jorge Henrich Arauz